# Andreas Söderin
Andreas „Kyrt” Söderin (ur. 4 sierpnia 1979 roku w Sundbyberg) – klawiszowiec szwedzkiej grupy Seventh Wonder (od 2000 roku).
Dołączył do Seventh Wonder po tym jak uznał, że zespół w którym ówcześnie grał, nie posiadał wystarczających umiejętności technicznych. W tamtym czasie Söderin był zafascynowany muzyką Dream Theater.
Ponieważ w zespole był już jeden Andreas, Andreas S. został nazwany przez kolegów „Kyrt”. Pomysł ten nasunął się zespołowi nawiązując do modelu keyboardu  na którym grał wtedy Andreas (Kurzweil).
Inspiracje muzyczne Andreasa: Dream Theater, ACT, Spock’s Beard.

## Dyskografia
- Seventh Wonder (2001)
- Temple in the Storm (2003)
- Become (2005)
- Waiting in the Wings (2006)
- Mercy Falls (2008)
- The Great Escape (2010)